# Karl Öllinger

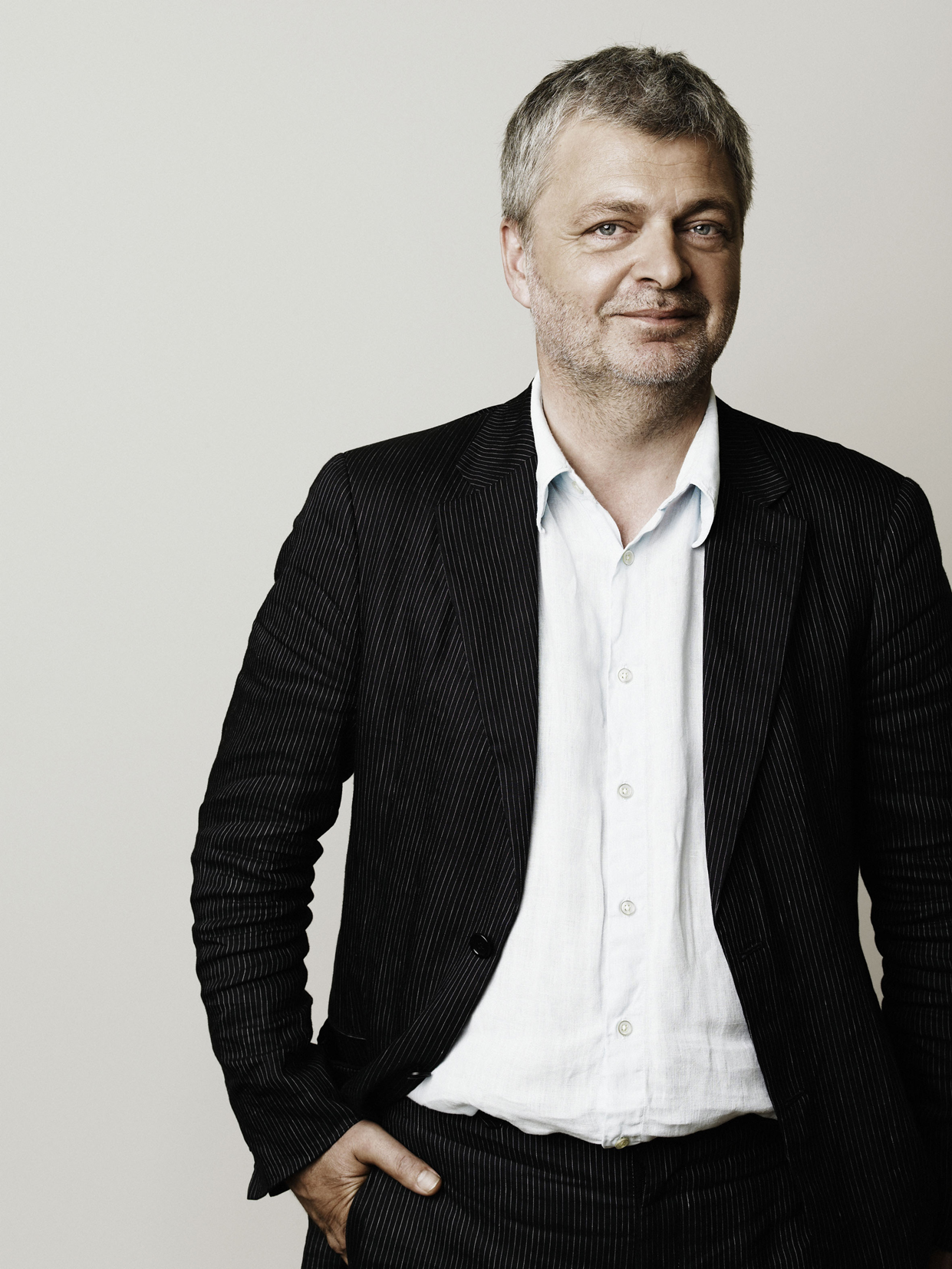
Karl Öllinger (2006)

Karl Öllinger (* 21. Juli 1951 in Ried im Innkreis) ist ein österreichischer Politiker (Die Grünen). Von November 1994 bis Oktober 2013 und von April 2016 bis November 2017 war er Abgeordneter zum Nationalrat.

## Werdegang
Öllinger besuchte von 1957 bis 1961 eine Volksschule, von 1961 bis 1962 eine Hauptschule und von 1962 bis 1970 ein Humanistisches Gymnasium in Ried im Innkreis. Zwischen 1971 und 1979 absolvierte er seinen Präsenzdienst und belegte ein Studium der Politikwissenschaft und Germanistik an der Universität Salzburg. Von 1979 bis 1983 arbeitete er als Betreuer in einem sozialpädagogischen Wohnprojekt in St. Johann im Pongau und in Salzburg. Zwischen 1984 und 1994 war er Lektor bei der Zeitschrift Alternative und anderen publizistischen Projekten.

## Politische Funktionen
Öllinger war von 1973 bis 1978 Mandatar des Zentralausschusses der Österreichischen Hochschülerschaft sowie bis 1977 Bundessprecher beim Verband Sozialistischer Studenten Österreichs (VSStÖ) und bis 1994 Bezirksrat der Grünen in Wien-Leopoldstadt.
1994 war er Arbeiterkammerrat der GE-Alternative Gewerkschafter in Wien. Er war von 1994 bis 2013 Abgeordneter zum Nationalrat. Nachdem er zunächst bei der Nationalratswahl 2013 auf einem Kampfmandat im Landeswahlkreis Wien kein Mandat mehr erreichen konnte, rückte er am 28. April 2016 schließlich wieder in den Nationalrat nach, nachdem seine Parteikollegin Daniela Musiol am Tag zuvor ihr Mandat zurückgelegt hatte. Seit der Arbeiterkammerwahl 2019 ist Öllinger für die AUGE/UG (Alternative und Grüne GewerkschafterInnen) wieder als Arbeiterkammerrat in Wien tätig.

## Auseinandersetzungen mit der FPÖ
Wiederholt angegriffen und auch angezeigt wurde Öllinger von Seiten der FPÖ. Ende Dezember 2008 veröffentlichte er im Internet kursierende Bestelllisten des Aufruhr-Versandes (siehe V7-Versand), der Artikel aus dem Umfeld der neonazistischen Szene vertreibt, auf denen auch die engen Mitarbeiter des 2008 zum dritten Nationalratspräsidenten gewählten FPÖ-Mandatars Martin Graf, Sebastian Ploner und Marcus Vetter, aufscheinen, die dort Artikel bestellt hatten. Im Gegenzug wurde ihm von der FPÖ vorgeworfen, er hätte mit Lukas Wurz selbst einen parlamentarischen Mitarbeiter, der gemäß FPÖ Gründungsmitglied des Ende Juni 2005 eingestellten TATblatts gewesen sein soll.
Daneben hatte Öllinger auf der rechtsextremen Website alpen-donau.info Texte gefunden, deren Ursprung er bei Vertretern der FPÖ vermutete. Um seinen Verdacht zu erhärten, nahm er Kontakt mit dem Polizisten und Datenforensiker Uwe Sailer auf, der ihm von Gunther Trübswasser (Grüne Oberösterreich) empfohlen worden war. Im Zuge des so genannten Spitzel-Untersuchungsausschusses wurde ihm von Seiten der FPÖ vorgeworfen, einen Polizisten zum Amtsmissbrauch angestiftet zu haben. Öllinger sagte dazu, er habe Sailer als Datenforensiker und Experten für die rechtsextreme Szene kennengelernt und weder gewusst, dass er Polizist ist, noch ihn jemals zum Amtsmissbrauch angestiftet. Sailer selbst sagte in dem Untersuchungsausschuss aus, er habe Öllinger nach der Kontaktaufnahme darauf hingewiesen, dass er Polizist ist. Von FPÖ und ÖVP wurde Öllinger daraufhin vorgeworfen, vor dem Untersuchungsausschuss die Unwahrheit gesagt zu haben. Die FPÖ brachte eine Anzeige wegen falscher Zeugenaussage ein, woraufhin seine parlamentarische Immunität Anfang Dezember 2009 mit den Stimmen aller Parlamentsparteien, auch der Grünen, aufgehoben wurde, um eine Untersuchung zu ermöglichen. Das Verfahren wurde im Februar 2011 schließlich von der Wirtschafts- und Korruptionsstaatsanwaltschaft eingestellt, weil es kein strafrechtsrelevantes Fehlverhalten gegeben hat. Das Verfahren gegen Sailer, ebenfalls nach Anzeige der FPÖ, wurde, wie auch eine Reihe weiterer, die der FPÖ-Mandatar Werner Neubauer bis 2011 gegen ihn angestrengt hatte, ebenfalls eingestellt. Ungeklärt ist, wie der private E-Mail-Verkehr zwischen Öllinger und Sailer im Jahr 2009 zu den Betreibern der Website Unzensuriert.at gelangte, wo er im Zuge der Auseinandersetzung um die Mitarbeiter Grafs – sein Büroleiter Walter Asperl ist auch Betreiber der Site – veröffentlicht wurde.
Öllinger verbreitete am 25. Jänner 2019 auf seiner Facebook-Seite zwei Fotos, die ein Mitglied der Burschenschaft Gothia mit ausgestrecktem rechtem Arm zeigten. Der Abgebildete erhob dagegen eine Privatanklage wegen übler Nachrede nach § 6 Mediengesetz. Im September 2019 verpflichtete das Wiener Landesgericht Öllinger zu einer Entschädigung in Höhe von 1500 Euro. Dieses Urteil wurde jedoch am 19. Februar 2021 vom Obersten Gerichtshof aufgehoben. Das Verfahren muss neu durchgeführt werden, weil im Verfahren nur einzelne Fotos des Vorfalls, nicht jedoch das gesamte Video als Beweis aufgenommen wurde.

## Plattform „Stoppt die Rechten“
Die Plattform „Stoppt die Rechten“ (SdR) wurde 2010 auf Initiative von Karl Öllinger gegründet und berichtet seitdem tagesaktuell über Rechtsextremismus und Neonazismus in Österreich und internationale Trends. Mit dieser Plattform soll der „Desinformationspolitik“ des Innenministeriums etwas entgegengesetzt werden und so zu Aufklärung führen.

## Sonstiges
Im Jahre 1999 gab Öllinger mit seinem Parteikollegen Werner Kogler das Buch "Die Klima Connection. Freundschaft. Euroteam: Freunderl- und Vetternwirtschaft in der SPÖ. Der Lehrlingsskandal des Bundeskanzlers. Beschäftigungsmillionen für Parteigünstlinge – Korruption in der EU" heraus.
Anfang 2014 wurde bei Karl Öllinger Krebs diagnostiziert, was er am 5. Februar 2014 auf seiner Facebook-Seite bekanntgab.

## Auszeichnungen
- Großes Silbernes Ehrenzeichen mit dem Stern für Verdienste um die Republik Österreich (2005)[19]